# بول كالديرون
بول كالديرون (بالإنجليزية: Paul Calderón)‏ مواليد عام 1959 في بورتوريكو، هو ممثل أمريكي.

## الأعمال
- 2001: القلعة الأخيرة (الدور: ديلو)

## وصلات خارجية
- بول كالديرون على موقع IMDb (الإنجليزية)
- بول كالديرون على موقع ألو سيني (الفرنسية)
- بول كالديرون على موقع أول موفي (الإنجليزية)
- بول كالديرون على موقع قاعدة بيانات برودواي على الإنترنت (الإنجليزية)
- بول كالديرون على موقع قاعدة بيانات الأفلام السويدية (السويدية)
- بول كالديرون على موقع قاعدة بيانات الفيلم (الإنجليزية)
- بول كالديرون على موقع كينوبويسك (الروسية)